# Arthur St. John Adcock
Arthur St. John Adcock  (ur. 17 stycznia 1864 w Londynie, zm. 9 czerwca 1930 w Richmond) – brytyjski pisarz i krytyk. Redaktor londyńskiego The Bookman.
Jego córka Marion St John Webb również była pisarką.

## Dzieła
- An Unfinished Martyrdom and Other Stories, 1894, opowiadania
- Beyond Atonement, 1896, proza
- East End Idylls, 1897, proza
- The Consecration of Hetty Fleet, 1898, proza
- In the Image of God, 1898, proza
- In the Wake of War, 1900, opowiadania
- Songs of the War, 1900, poezja
- The Luck of Private Foster, 1900, proza
- Admissions and Asides About Life and Literature, 1905, nonfiction
- Love in London, 1906, proza
- Billicks, 1909, proza
- A Man With a Past, 1911, proza
- Seeing it Through, 1915, proza
- Gods of Modern Grub Street, 1923, nonfiction
- The Glory That Was Grub Street, 1928, nonfiction